# Equipartitiebeginsel

Simulatie van de thermische beweging van moleculen

Het equipartitiebeginsel of equipartitietheorema is een principe uit de statistische thermodynamica dat stelt dat in thermisch evenwicht bij temperatuur {\displaystyle T} elke vrijheidsgraad gemiddeld dezelfde energie {\displaystyle \langle E\rangle } heeft:
{\displaystyle \langle E\rangle ={\tfrac {1}{2}}k_{B}T}
Daarbij is {\displaystyle k_{B}} de boltzmannconstante. Voor deeltjes met {\displaystyle f} vrijheidsgraden geldt dus:
{\displaystyle \langle E\rangle ={\tfrac {1}{2}}fk_{B}T}
Het equipartitiebeginsel geldt voor die vrijheidsgraden waarvan de variabelen in de formule voor de energie, dat wil zeggen in de Hamiltonfunctie, als kwadraat voorkomen. Voorts mogen deze vrijheidsgraden niet „bevroren” zijn, dat wil zeggen dat de vrijheidsgraad werkelijk geëxciteerd moet kunnen worden. Zo worden bijvoorbeeld molecuultrillingen van „kleine moleculen” zoals {\displaystyle {\ce {H2}}} of {\displaystyle {\ce {O2}}} bij kamertemperatuur niet geëxciteerd omdat de voor de overgang naar de laagste aangeslagen toestand benodigde energie niet wordt bereikt.
Vrijheidsgraden waarvan de variabelen niet in de hamiltonfunctie voorkomen, dragen natuurlijk niet bij aan de energie; voor vrijheidsgraden die anders dan in zuiver kwadratische vorm voorkomen, is de energie niet zo eenvoudig te berekenen.

## Voorbeelden

### Soortelijke warmte van gassen
Uit het equipartitiebeginsel kan bijvoorbeeld de warmtecapaciteit (soortelijke warmte) {\displaystyle C_{V}} worden berekend. Eerst beschouwen we een eenatomig gas (edelgas):
De energie van het gas wordt gegeven door de kinetische energie van zijn atomen. Voor ieder atoom geldt:
{\displaystyle E={\tfrac {1}{2}}mv^{2}={\tfrac {1}{2}}m(v_{x}^{2}+v_{y}^{2}+v_{z}^{2})}
waarin {\displaystyle m} de massa van het atoom is, en {\displaystyle v_{i}} de componenten van de snelheidsvector. Per atoom zijn er dus drie vrijheidsgraden die een kwadratische vorm hebben, dus de gemiddelde energie per atoom bedraagt:
{\displaystyle \langle E\rangle ={\tfrac {3}{2}}k_{B}T}
Door differentiëren naar de temperatuur {\displaystyle T} volgt daaruit een warmtecapaciteit {\displaystyle C_{V}} van {\displaystyle {\tfrac {3}{2}}k_{B}} per atoom, dus
{\displaystyle C_{V}={\tfrac {3}{2}}Nk_{B}}
voor een eenatomig gas met {\displaystyle N} atomen.
Bij tweeatomige gasmoleculen, zoals waterstof ({\displaystyle {\ce {H2}}}), zuurstof ({\displaystyle {\ce {O2}}}) of stikstof ({\displaystyle {\ce {N2}}}), moet bovendien rekening worden gehouden met twee rotatievrijheidsgraden (rotatie om de molecuulas, dus om de derde ruimtelijke richting, is niet van belang, en de molecuultrillingen zelf zijn „bevroren”). Er zijn hier dus vijf vrijheidsgraden, zodat:
{\displaystyle C_{V}={\tfrac {5}{2}}Nk_{B}}
voor een gas met {\displaystyle N} moleculen.

### Warmtecapaciteit van vaste stoffen
Bij vaste stoffen kan trilling van de atomen om hun rusttoestand worden benaderd door de potentiaal van een harmonische oscillator. Per ruimtelijke richting {\displaystyle i} wordt de bijbehorende energie gegeven door:
{\displaystyle E_{i}={\tfrac {1}{2}}mv_{i}^{2}+{\tfrac {1}{2}}mx_{i}^{2}\omega _{0}^{2}}
waarin {\displaystyle \omega _{0}} de hoekfrequentie van de oscillator is, en {\displaystyle x_{i}} de uitwijking van het atoom ten opzichte van zijn rustpositie in richting {\displaystyle i}. De eerste term is de kinetische energie en de tweede de potentiële energie. Er komen per atoom en per ruimtedimensie dus twee vrijheidsgraden als kwadraat voor. In drie dimensies zijn dat dus zes vrijheidsgraden. Daarmee is de gemiddelde energie per atoom
{\displaystyle \langle E\rangle ={\frac {6}{2}}k_{B}T=3k_{B}T}
Bij {\displaystyle N} atomen moeten dus {\displaystyle 6N} vrijheidsgraden worden beschouwd. Daaruit volgt rechtstreeks voor de warmtecapaciteit:
{\displaystyle C=3Nk_{B}}
Deze vergelijking staat bekend als de wet van Dulong en Petit. Ook hier geldt dat de vrijheidsgraden niet „bevroren” mogen zijn (de temperatuur moet ruimschoots beneden de debye-temperatuur liggen). Anders kan de warmtecapaciteit alleen met het debye-model worden berekend.

## Afleiding
Onderstaand wordt het equipartitiebeginsel afgeleid voor klassieke systemen. Daarbij wordt uitgegaan van een afgesloten systeem dat energetisch is gekoppeld aan een warmtebad. Er kan dan gebruik worden gemaakt van het kanoniek ensemble.
Men beschouwt daartoe het ensemblegemiddelde van {\displaystyle x_{i}{\tfrac {\partial H}{\partial x_{j}}}}, waarbij {\displaystyle x_{i}} voor (gegeneraliseerde) plaatscoördinaten ({\displaystyle q_{i}}) of voor (gegeneraliseerde) impulscoördinaten ({\displaystyle p_{i}}) kan staan. De grootheid {\displaystyle H} is de hamiltonfunctie van het systeem.
{\displaystyle \left\langle x_{i}{\frac {\partial H}{\partial x_{j}}}\right\rangle ={\frac {1}{Z}}\int x_{i}{\frac {\partial H}{\partial x_{j}}}e^{-\beta H}\mathrm {d} \Gamma =-{\frac {1}{\beta Z}}\int x_{i}{\frac {\partial e^{-\beta H}}{\partial x_{j}}}\mathrm {d} \Gamma }
De integratie geschiedt over de toegankelijke faseruimte. {\displaystyle \beta ={\tfrac {1}{kT}}} stelt de inverse temperatuur voor, {\displaystyle Z=\int e^{-\beta H}\mathrm {d} \Gamma } de kanonieke toestandsom. Partiële integratie leidt tot:
{\displaystyle \left\langle x_{i}{\frac {\partial H}{\partial x_{j}}}\right\rangle ={\frac {1}{\beta Z}}\int {\frac {\partial x_{i}}{\partial x_{j}}}e^{-\beta H}\mathrm {d} \Gamma -{\frac {1}{\beta Z}}\left[x_{i}e^{-\beta H}\right]_{x_{j}=a}^{x_{j}=b}}
waarbij men veronderstelt dat {\displaystyle e^{-\beta H}} voor grote {\displaystyle x_{j}} voldoende snel afneemt, zodat de randtermen kunnen worden verwaarloosd:
{\displaystyle \left\langle x_{i}{\frac {\partial H}{\partial x_{j}}}\right\rangle ={\frac {\delta _{ij}}{\beta Z}}\int e^{-\beta H}\mathrm {d} \Gamma ={\frac {\delta _{ij}}{\beta }}}
De meest algemene formulering van het equipartitieprincipe voor klassieke systemen in thermisch evenwicht luidt:
{\displaystyle \left\langle x_{i}{\frac {\partial H}{\partial x_{j}}}\right\rangle =kT\delta _{ij}}
De afleiding werd hier met behulp van het kanoniek ensemble uitgevoerd. Het kan echter ook met microkanonieke ensembles.

## Toepassingen
Uit het algemene equipartitieprincipe kan worden geconcludeerd dat elke variabele die kwadratisch in de hamiltonfunctie voorkomt, voor {\displaystyle kT/2} aan de gemiddelde energie bijdraagt:
{\displaystyle H=ax_{i}^{2}+f(x_{j})}
dus
{\displaystyle kT=\left\langle x_{i}{\frac {\partial H}{\partial x_{i}}}\right\rangle =\left\langle 2ax_{i}^{2}\right\rangle }
zodat
{\displaystyle \left\langle ax_{i}^{2}\right\rangle ={\tfrac {1}{2}}kT}
Dit geldt ook algemeen voor de kwadratische vorm:
{\displaystyle H=\sum _{i,j}x_{i}a_{ij}x_{j}}
Omdat {\displaystyle \langle x_{i}x_{j}\rangle =\delta _{ij}\langle x_{i}^{2}\rangle }
is
{\displaystyle \langle H\rangle =\sum _{i,j}\langle x_{i}a_{ij}x_{j}\rangle =\sum _{i}\left\langle a_{ii}x_{i}^{2}\right\rangle =N{\frac {kT}{2}}}

### Eenatomig ideaal gas
Voor {\displaystyle N} deeltjes zonder wisselwerking (eenatomig ideaal gas) in drie ruimtelijke dimensies bestaat de hamiltonfunctie alleen uit het kinetische aandeel:
{\displaystyle H=E_{\mathrm {kin} }=\sum _{i=1}^{N}{\frac {\mathbf {p} _{i}^{2}}{2m}}=\sum _{j=1}^{3N}{\frac {p_{j}^{2}}{2m}}}
Toepassing van bovenstaand resultaat
{\displaystyle kT=\left\langle p_{j}{\frac {\partial H}{\partial p_{j}}}\right\rangle =2\left\langle {\frac {p_{j}^{2}}{2m}}\right\rangle }
levert:
{\displaystyle \left\langle E_{\text{kin}}\right\rangle =\sum _{j=1}^{3N}\left\langle {\frac {p_{j}^{2}}{2m}}\right\rangle =3N{\frac {kT}{2}}}
Dat wil zeggen dat per translatievrijheidsgraad (hier {\displaystyle 3N}) de gemiddelde kinetische energie {\displaystyle kT/2} bedraagt.

### Tweeatomig ideaal gas
Voor een tweeatomig ideaal gas, dat wil zeggen dat de afzonderlijke moleculen niet met elkaar wisselwerken, luidt de hamiltonfunctie met verwaarlozing van de rotatie-vibratiekoppeling (constant traagheidmoment):
{\displaystyle H=\sum _{i=1}^{N}h_{i}}
met
{\displaystyle h_{i}=\underbrace {{\frac {1}{2m_{\text{tot}}}}(p_{x}^{2}+p_{y}^{2}+p_{z}^{2})} _{\text{Translatie}}+\underbrace {{\frac {1}{2\Theta }}\left({\frac {p_{\varphi }^{2}}{\sin ^{2}\vartheta }}+p_{\vartheta }^{2}\right)} _{\text{Rotatie}}+\underbrace {\left({\frac {p_{\xi }^{2}}{2m_{\text{r}}}}+{\frac {m_{\text{r}}\omega ^{2}\xi ^{2}}{2}}\right)} _{\text{Vibratie}}}
waarin {\displaystyle m_{\text{tot}}} de totale massa, {\displaystyle m_{\text{r}}} de gereduceerde massa en {\displaystyle \Theta } het traagheidsmoment van een molecuul is. Verder is {\displaystyle \xi } de uitwijking uit de evenwichtsafstand. In totaal zitten er dus zeven parameters kwadratisch in de hamiltonfunctie: {\displaystyle p_{x},\,p_{y},\,p_{z},\,p_{\varphi },\,p_{\vartheta },\,p_{\xi }} en {\displaystyle \xi }. Daaruit volgt:
{\displaystyle \langle h\rangle ={\tfrac {7}{2}}kT\quad \Rightarrow \quad \langle H\rangle ={\tfrac {7}{2}}NkT}
Deze gemiddelde energie is dus alleen bij hoge temperaturen van toepassing, wanneer ook rotaties en vibraties thermisch geëxciteerd worden.

### Thermische toestandvergelijking
Voor een reëel gas in een vat luidt de hamiltonvergelijking:
{\displaystyle H=\sum _{i=1}^{3N}{\frac {p_{i}^{2}}{2m}}+V_{\text{Wand}}(q_{1},\ldots ,q_{3N})+\Phi (q_{1},\ldots ,q_{3N})}
waarin {\displaystyle v_{\text{Wand}}} de potentiaal tussen wand en deeltjes is en {\displaystyle \Phi } de potentiaal tussen de deeltjes onderling. Voor een kubusvormig vat met ribbe {\displaystyle L} kan de wandpotentiaal bijvoorbeeld als volgt worden geschreven:
{\displaystyle V_{\text{Wand}}=A\sum _{i=1}^{3N}\left[\Theta (q_{i}-L)+\Theta (-q_{i})\right]}
Daarbij is de heaviside-functie {\displaystyle \Theta } gebruikt. Toepassen van het equipartitiebeginsel levert:
{\displaystyle 3NkT=\sum _{i=1}^{3N}\left\langle q_{i}{\frac {\partial H}{\partial q_{i}}}\right\rangle =\sum _{i=1}^{3N}\left\langle q_{i}{\frac {\partial V_{\text{Wand}}}{\partial q_{i}}}\right\rangle +\sum _{i=1}^{3N}\left\langle q_{i}{\frac {\partial \Phi }{\partial q_{i}}}\right\rangle }
Beschouwt men nu de eerste term in het rechterlid:
{\displaystyle {\begin{aligned}\sum _{i=1}^{3N}q_{i}{\frac {\partial V_{\text{Wand}}}{\partial q_{i}}}&=\sum _{i=1}^{3N}q_{i}A\left[\delta (q_{i}-L)-\delta (q_{i})\right]=\sum _{i=1}^{3N}LA\delta (q_{i}-L)\\&=-L{\frac {\partial V_{\text{Wand}}}{\partial L}}=-L{\frac {\partial H}{\partial L}}=-L{\frac {\partial V}{\partial L}}{\frac {\partial H}{\partial V}}=-3V{\frac {\partial H}{\partial V}}\end{aligned}}}
Hierbij is gebruikgemaakt van het feit dat de distributieve afgeleide van de heavisidefunctie de deltafunctie is. In de voorlaatste stap kon het volume {\displaystyle L^{3}}worden ingevoerd. Vervolgens voert men een ensemblemiddeling in en gebruikt het feit dat de druk gedefinieerd is als {\displaystyle p=-\langle \partial H/\partial V\rangle } (zie bijvoorbeeld canoniek ensemble).
{\displaystyle \sum _{i=1}^{3N}\left\langle q_{i}{\frac {\partial V_{\text{Wand}}}{\partial q_{i}}}\right\rangle =-3\left\langle V{\frac {\partial H}{\partial V}}\right\rangle =-3V\underbrace {\left\langle {\frac {\partial H}{\partial V}}\right\rangle } _{-p}=3pV}
Daarmee verkrijgt men de thermische toestandsvergelijking:
{\displaystyle NkT=pV+{\tfrac {1}{3}}\underbrace {\sum _{i=1}^{3N}\left\langle q_{i}{\frac {\partial \Phi }{\partial q_{i}}}\right\rangle } _{\text{Viriaal}}}
Deze komt overeen met de algemene gaswet, die met een toestandsterm – de viriaal – is uitgebreid. De viriaal kan als machtreeks van de deeljesdichtheid {\displaystyle N/V} worden ontwikkeld (zie viriaaltheorema).